# Kindermusical

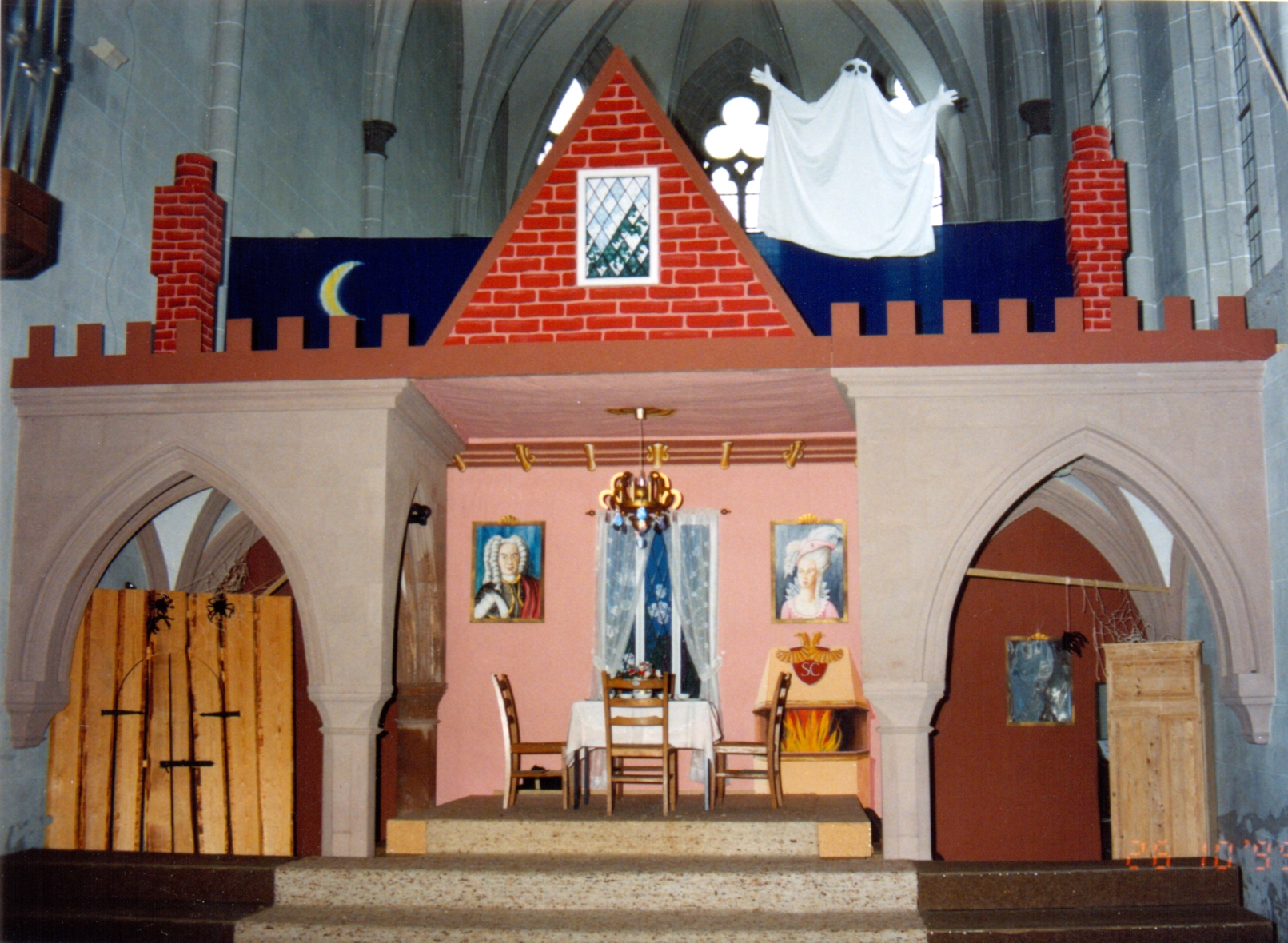
Decor van een kindermusical in 1999 die wordt opgevoerd in een kerk.

Een kindermusical, jeugdmusical of jongerenmusical is een musical die is geschreven voor en wordt uitgevoerd door kinderen. Een musical (of: zangspel) is een theaterstuk met zang en dans.
De musical kan door een groep kinderen worden ingestudeerd en uitgevoerd op bijvoorbeeld een school, bij een plaatselijke toneelvereniging voor kinderen, of door een kinderkoor. Soms gaat het om een gelegenheidsstuk, zoals een kerstmusical of een jeugdmusical ter gelegenheid van een jubileum.
Een bijzondere variant is de eindmusical, afscheidsmusical, zesde-klasmusical of groep 8-musical voor het laatste leerjaar van de basisschool.

## Geschiedenis
De musical kwam in Nederland op in de jaren 1950; de oudste kindermuscials gaan terug tot de jaren 1960, zoals bijvoorbeeld: Meester Pennelik (1967) en Saartje en het smokkelpaardje (1969).
Kenmerkend voor de kindermusical is dat er een groot (en flexibel) aantal rollen te vergeven is, zodat alle kinderen van een koor, een theatergroep of een klas kunnen meespelen. De variatie in rollen is groot (veel of weinig tekst, wel of geen zang, solopartijen of enkel koorzang) en vaak is er een koor, zodat elk kind aan de uitvoering kan deelnemen.
Voor de opkomst van de kindermusical waren, sinds ongveer halverwege de negentiende eeuw, de kindercantate en de kinderoperette in zwang. Bij elk van deze drie vormen van muziektheater door kinderen is er sprake van één doorlopend verhaal met zang. Bij een kindercantate wordt er echter geen toneel gespeeld; bij een kinderoperette zijn de kinderen doorgaans verkleed en spelen wel toneel.
Het laatste schooljaar van de lagere school of basisschool kan worden afgesloten met de uitvoering van een schoolmusical. De leerlingen zijn dan over het algemeen ongeveer 11 en 12 jaar oud. Deze traditie is in 1967 bedacht door (kinder)liedschrijver Benny Vreden, die een aantal afscheidsmusicals schreef, zoals Adieu Paris! (1971) en Radio Flierefluiter (1974). Het door hem opgerichte productiehuis brengt sinds 1970 elk jaar een eindmusical uit.

## Lijst van Nederlandstalige kindermusicals
De kindermusicals in onderstaande lijst staan op chronologische volgorde naar het jaar van verschijnen. Deze lijst is niet volledig.
- 1965 – De vogels van Willem Wiedewiets (tekst en muziek: Herman Broekhuizen)
- 1967 – Het land van de zingende mensen (tekst: Hans Andreus, muziek: Han Reiziger)
- 1969 – Saartje en het smokkelpaardje (tekst: Max van Weegberg, muziek: Max van Doorn)
- 1972 – Teun de speelman (Benny Vreden)
- 1972 – Het Oinkbeest (tekst en muziek: Elly en Rikkert)
- 1974 – De groene mannetjes, voor klas 1 en 2 (Thera Coppens, Hans Peters)
- 1974 – Jan Klaassen in speelgoedland, jeugdmusical voor 4-8 jaar, (Benny Vreden)
- 1980 – Het mooiste geschenk, kerstmusical (tekst: Thera Coppens, muziek: Hans Peters)
- 1994 – In de Soete Suikerbol (verhaal: W.G. van de Hulst (1935), bewerking: Louis Lemaire, muziek: Ton Scherpenzeel)

Eindmusicals
- 1967 – Meester Pennelik (Benny Vreden)
- 1970 – De wonderlijke machine van professor Knap (Hans Peters jr.)
- 1971 – Adieu Paris! (Benny Vreden)
- 1972 – Het koffertje van Meneer van Dalen (Hans Peters jr.)
- 1973 – De tovenaar van Alkmaar (Fons van Loosdrecht, arrangementen: Harry Bannink)
- 1974 – Radio Flierefluiter (Benny Vreden)
- 1975 – De allerlaatste nieuwsshow (Hans Peters jr.)
- 1977 – Koeken voor de koning (tekst: Gerrit den Braber, muziek: Joop Stokkermans)
- 1980 – Dokter Pompelmoes (tekst: Marly Bosma, muziek: Hans Peters jr.)
- 1985 – Spoken op Griezelsteyn (tekst: Thera Coppens, muziek: Paul Natte)
- 1991 – Net op tijd (Marian van Gog, Ton Kerkhof, Hans Peters)
- 2018 – De tent op z'n kop! (Carlo Boszhard)

Een compleet overzicht van eindmusicals vanaf 1967 is te vinden op Benny Vreden Kinderproducties.

## Lijst van anderstalige kindermusicals
Duits
- 1986 – Strubbeltatz (Wolfgang König, Veronika te Reh)
- 1989 – Der kleine Mombotz (Wolfgang König, Veronika te Reh)
- 1994-2023 – Ritter Rost-serie (Jörg Hilbert, Felix Janosa)
- 1998 – Die Zauberharfe (Wolfgang König, Veronika te Reh)
- 2000 – Geisterstunde auf Schloss Eulenstein (Peter Schindler)
- 2006 – Amadeus legt los (Thekla und Lutz Schäfer)
- 2006 – Heidi (Claus Martin)
- 2006 – Weihnachten fällt aus (Peter Schindler)
- 2008 – König Keks (Peter Schindler)
- 2024 – Die kleine Hexe (Wolfgang König, Veronika te Reh, naar het gelijknamige boek van Otfried Preußler)

Engels
- 2001 – The Dream Dealer (Marita Phillips, Harriet Petherick Bushman)
- 2018 – Last Stop on Market Street (Cheryl West, naar het gelijknamige kinderboek uit 2015)